# Heliocopris dianae
Heliocopris dianae là một loài bọ cánh cứng trong họ Bọ hung (Scarabaeidae).